# Typhonia bettoni
Typhonia bettoni is een vlinder uit de familie zakjesdragers (Psychidae). De wetenschappelijke naam van deze soort is, als Microcossus bettoni, voor het eerst geldig gepubliceerd in 1898 door Arthur Gardiner Butler.

## Type
- syntypes: "1 male en 1 female. 31.X.1896. leg. C.S. Betton"
- instituut: BMNH, Londen, Engeland
- typelocatie: "British East Africa [Kenya], Samburu"

- Melasina hippias Meyrick, 1921 (gesynonymiseerd door Wolfgang Dierl, 1970).